# O Amor É Fodido
O Amor É Fodido é um livro de Miguel Esteves Cardoso, publicado pela primeira vez em 1994 pela editora Assírio & Alvim. É um dos maiores sucessos comerciais do escritor.

## Sinopse
João é um sexagenário inválido, internado num lar, que recorda Teresa, o grande amor da sua vida. A narração, feita em retrospectiva, fala da relação quasi-extremista, doentia e impossível entre os dois, do simulado suicídio de Teresa que João só descobriu anos mais tarde e da impossibilidade de alcançar o amor perfeito.
Miguel Esteves Cardoso afirmou que pretendeu apenas escrever sobre o amor, "(...) sem traí-lo, defini-lo ou magoá-lo (...)", sem se basear em personagens ou histórias reais. 